# Sé (Angra do Heroísmo)
Sé é uma freguesia da cidade e do município de Angra do Heroísmo, na ilha Terceira, Região Autónoma dos Açores, com 1,84 km² de área e 928 habitantes (censo de 2021). A sua densidade populacional é 504,3 hab./km².
A freguesia foi a primeira das paróquias citadinas de Angra a ser estruturada, correspondendo inicialmente a um vasto território que se estendia desde a Cruz das Cinco até à Atalaia e ao centro da ilha. Com a progressiva criação das actuais cinco freguesias urbanas da cidade de Angra, perdeu toda a sua parte rural e ficou reduzida a um pequeno território na parte central da cidade, constituindo o seu centro histórico, a que se junta a península do Monte Brasil. 
Todo o seu território integra os limites legais da cidade, estando totalmente incluído na zona classificada como conjunto de interesse público da cidade de Angra do Heroísmo e na zona classificada como Património da Humanidade pela UNESCO. 
O topónimo Sé teve origem na Sé Catedral de Angra, edificada no centro da freguesia.

## Descrição
Situada na parte central da costa sul da ilha Terceira, na parte mais reentrante da baía de Angra (origem do topónimo da cidade), a freguesia da Sé de Angra, juntamente com as outras quatro freguesias urbanas (São Pedro, Santa Luzia, Conceição e São Bento), constitui a cidade de Angra do Heroísmo, sede de concelho e uma das co-capitais da Região Autónoma dos Açores. A paróquia católica que esteve na origem da freguesia tem por orago a invocação de São Salvador do Mundo (Salvator Mundi), designação da sé episcopal da Diocese de Angra, cujas festividades se realizam anualmente no mês de Junho.
A freguesia da Sé ocupa um pequeno território delimitado a sul pela linha de costa, entre o Cais da Alfândega e o Fanal, a leste pelo traçado da Ribeira dos Moinhos, a norte pela Rua do Marquês e pela Rua do Rego e a oeste pelo arruamento que liga o Alto das Covas ao Castelo de São João Baptista do Monte Brasil e depois, para oeste, pelo paramento exterior das muralhas do Castelo até ao ponto em que estas atingem a linha de costa na baía do Fanal. Neste território fica totalmente incluída a península do Monte Brasil. Confronta a norte com a freguesia de Santa Luzia de Angra, a leste com a Conceição, a sul com o mar e a oeste com São Pedro de Angra.
O território tem forma irregular, com cerca de 1,46 km de largura máxima na direcção este-oeste e 2,20 km de comprimento máximo na direcção sudoeste-nordeste (incluindo a península do Monte Brasil). A área de 1,84 km² é maioritariamente constituída pelo Monte Brasil e Relvão (designação dada à parte do istmo do Monte Brasil adjacente ao Castelo de São João Baptista que foi mantida desimpedida de construções e árvores como zona de protecção imediata da fortaleza), que ocupa 1,55 km², enquanto que a área citadina propriamente dita ocupa apenas 0,29 km². Se for considerada apenas a área urbana, excluindo assim os aquartelamentos da fortaleza, a densidade populacional específica da zona urbana é de 3293,1 hab/km².

### Geomorfologia e geologia
Apesar da sua pequena extensão, o território da freguesia da Sé apresenta uma geomorfologia complexa, reflexo da sua inserção na base do istmo do Monte Brasil, abrangendo a parte mais significativa da costa das duas baías que o ladeiam (a baía de Angra a leste e a baía do Fanal a oeste). A esta estrutura acresce o próprio istmo, repartido entre as freguesias da Sé e de São Pedro, e o vulcão do Monte Brasil, com a sua complexa estrutura eruptiva e com uma geologia ímpar entre os cones costeiros açorianos.
Do ponto de vista geomorfológico e geológico, o território da Sé apresenta três zonas distintas: (1) a plataforma de Angra; (2) o istmo; e (3) o vulcão do Monte Brasil. Cada uma dessas zonas tem as seguintes características:
- Plataforma de Angra — uma região aplanada, com declive suave em direcção a és-sueste, que se inicia na linha de festo que une o Espigão ao istmo do Monte Brasil, sobre a qual se encontra instalada a maior parte da parte baixa da cidade de Angra do Heroísmo. A zona encontra-se totalmente urbanizada, assentando sobre uma espessa (c. 10-15m) camada de hialoclastitos negros, fortemente soldados, proveniente da erupção do Monte Brasil. Sob esta camada está presente um ignimbrito acastanhado relativamente espesso (c. 5–7 m) que recobre uma base constituída por camadas de basalto provenientes de lavas basálticas sub-aéreas, muito fluidas, que foram depositadas em múltiplas camadas pouco espessas e inclinadas para NE.
- Istmo do Monte Brasil — é uma faixa com cerca de 500 metros de comprimento por 500 metros de largura estabelecendo a junção entre a ilha e o Monte Brasil. O istmo atinge os 65 m de altitude na sua parte central, constituído por uma espessa base de basaltos depostos em camadas finas e inclinadas para NNE, provenientes de erupções sub-aéreas centradas num centro eruptivo localizado sensivelmente a WNW do actual Monte Brasil. Encontra-se recoberto por uma espessa camada de hialoclastito do Monte Brasil, tendo subjacente, pelo menos no seu bordo oeste (do lado do Fanal) alguns depósitos ignimbríticos. Antes da formação do Monte Brasil, o istmo formava um promontório saliente na costa sul da ilha, resultado de uma erupção basáltica sub-aérea anterior.
- Vulcão do Monte Brasil — é um grande cone vulcânico, com cerca de 1,5 km de diâmetro, constituído quase exclusivamente por tufos hialoclastíticos, que resultou da erupção de um vulcão submarino do tipo surtseiano (caracterizada pelo facto da chaminé ter estado em contacto com a água do mar em águas pouco profundas), emitindo lavas basálticas, com centro eruptivo muito próximo da costa da ilha, a que acabou ligado por um estreito istmo. O flanco sul do cone foi cortado pela erosão marinha, expondo espessos depósitos piroclásticos deixando à mostra várias estruturas geológicas, como estratificação, figuras de carga e fósseis de plantas.[7] A erupção ocorreu há cerca de 20 000 anos, com explosões violentas e formação de nuvens ardentes. Os materiais depositados são essencialmente hialoclastitos, localmente palagonitizados.[8] Cinzas e lama deixaram moldes dos troncos de árvores, provavelmente Laurus azorica, bem como de caules e folhas de hera (Hedera azorica) e de diversas plantas herbáceas. Estes fósseis sui generis foram pela primeira vez descritos pelo naturalista José Agostinho, que os designou por  fósseis vulcânicos do Monte Brasil.[9]

## Demografia
A população registada nos censos foi:
| Distribuição da População por Grupos Etários | Distribuição da População por Grupos Etários | Distribuição da População por Grupos Etários | Distribuição da População por Grupos Etários | Distribuição da População por Grupos Etários |
| -------------------------------------------- | -------------------------------------------- | -------------------------------------------- | -------------------------------------------- | -------------------------------------------- |
| Ano                                          | 0-14 Anos                                    | 15-24 Anos                                   | 25-64 Anos                                   | > 65 Anos                                    |
| 2001                                         | 164                                          | 170                                          | 603                                          | 263                                          |
| 2011                                         | 91                                           | 109                                          | 503                                          | 252                                          |
| 2021                                         | 76                                           | 72                                           | 498                                          | 282                                          |

A evolução demográfica da freguesia da Sé, pese embora os efeitos da grande vaga de emigração para a América do Norte que marcou a demografia da ilha, é dominada pela crescente urbanização da população terceirense, que a partir da década de 1920 se concentrou em torno de Angra do Heroísmo, efeito que mesmo assim não compensou totalmente as perdas por emigração a partir de 1960, mas permitiu a uma relativa estabilidade da população das freguesias urbanas. Contudo, a partir do terramoto de 1 de Janeiro de 1980, que destruiu a maior parte do efectivo habitacional mais antigo, há uma rápida perda de população, que 2600 residentes em 1970 para apenas 1198 em 1981 (uma perda de 54% no número de residentes), resultado da concentração da população nas novas urbanizações (os bairros) que foram construídos na periferia urbana, por isso fora dos limites da freguesia da Sé. Nas últimas três décadas continuou o declínio demográfico, reflexo da migração das famílias mais jovens para da zona histórica para a periferia da cidade de Angra do Heroísmo, que afecta de forma intensa a zona mais antigas da cidade. Nos resultados do censo de 2011 é bem patente o envelhecimento da população e o crescente abandono do parque habitacional do Centro Histórico de Angra do Heroísmo, levantando sérias dúvidas quanto à sustentabilidade futura daquela zona urbana.

## História

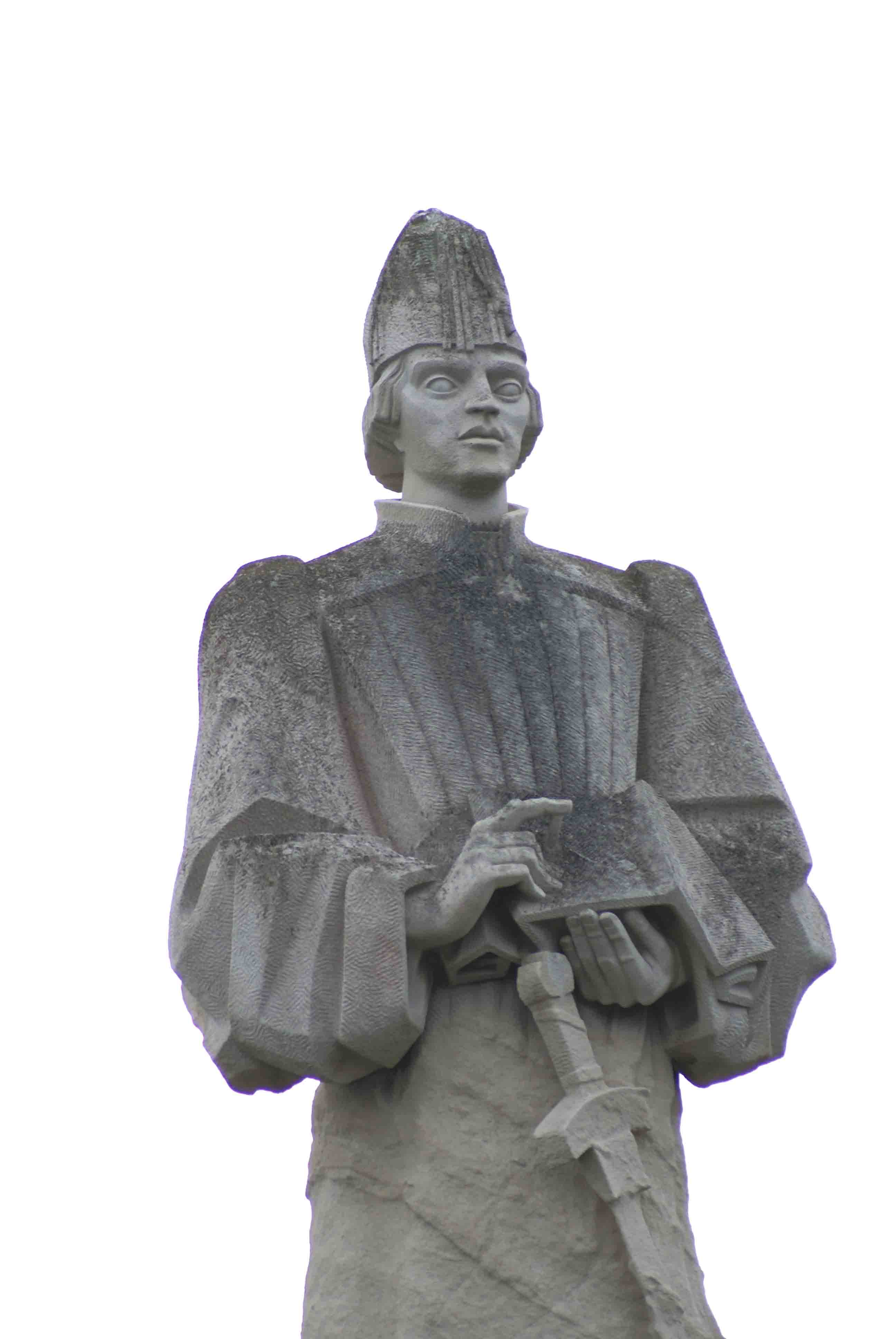
Álvaro Martins Homem, fundador de Angra (escultura de João Fragoso).

Designada por ilha de Jesus Cristo ou ilha Brasil no período do seu reconhecimento pelos navegadores portugueses, o povoamento da ilha Terceira iniciou-se por volta de 1450, com a concessão pelo Infante D. Henrique da sua capitania ao ﬂamengo Jácome de Bruges. As primeiras povoações instituíram-se nas áreas de Porto Judeu, São Sebastião e Praia, mas em poucas décadas estenderam-se por toda a ilha, privilegiando os locais com bom acesso ao mar e disponibilidade de água doce.
Entre os locais então considerados propícios à habitação humana contou-se a zona costeira a leste da península do Monte Brasil, de costa relativamente baixa, abrigada pelo Monte Brasil dos ventos e mares de sudoeste, dominantes nas alturas mais tempestuosas, mas, acima de tudo, coincidindo com a foz de duas ribeiras de caudal permanente (a Ribeira dos Moinhos, com foz na Baía de Angra, e a Grota dos Calrinhos, imediatamente a leste, com foz na Baía das Águas), capazes de abastecer o povoado com água potável de boa qualidade, a que acrescia a possibilidade de construção de azenhas, indispensáveis para a moenda dos cereais.
Entre as primeiras tarefas dos povoadores estava a criação de uma estrutura eclesiástica que lhes permitisse cumprir os preceitos religiosos a que estavam obrigados e que desse resposta aos requisitos estabelecidos pela Ordem de Cristo, entidade à qual cabia a jurisdição religiosa no arquipélago. Foi nesse contexto que o território da actual freguesia da Sé começou a ser habitado durante a década de 1450, logo nos primeiros tempos do povoamento da costa sul da ilha Terceira, constituindo-se um núcleo que cedo passou a ser por São Salvador de Angra. O povoado foi fundado por um grupo de colonos, capitaneado por Álvaro Martins Homem, que ocupou uma faixa de terrenos em torno da ribeira de caudal permanente que desaguava na baía a leste do istmo do Monte Brasil. O nome do povoado derivou da ermida que os povoadores entretanto levantaram, sob a protecção de São Salvador do Mundo, uma das invocações de Cristo mais ricas em simbologia geográfica, ligada à orbe, como que afirmando a esfericidade da Terra, mesmo quando essa realidade era considerada incompatível com a ortodoxia católica.
Considerando que ao século XIX a paróquia religiosa e a freguesia civil eram conceitos equivalentes, a história da freguesia da Sé até a essa altura confunde-se com a história da paróquia da Sé, entidade que evidentemente só teve esta designação a partir da constituição da Diocese de Angra, em 1534. Até àquela data a paróquia denominava-se São Salvador de Angra, formalmente estruturada antes de 1486, ano da nomeação do seu primeiro vigário conhecido, frei Luís Enes. Ao tempo a paróquia abrangia toda metade sudoeste da ilha, tendo como sede a Vila de Angra, já ao tempo a principal povoação da Terceira.
A densificação do povoamento foi acompanhada pelo crescimento da organização eclesiástica da ilha, nascendo para oeste a paróquia de Santa Bárbara das Nove Ribeiras (que já existia como entidade autónoma no ano de 1489), que também se foi subdividindo, e para leste a jurisdição, primeiro de Santa Ana da Porta Alegre (esta de fundação coeva ou mesmo mais antiga que São Salvador de Angra), e depois de São Sebastião. Esta estrutura deu origem a uma paróquia que inicialmente se estendia da Grota do Vale à Cruz das Cinco (já que a Ribeirinha era sufragânea de São Sebastião e Nossa Senhora do Pilar das Cinco Ribeiras pertencia a Santa Bárbara). Dentro destes limites estabeleceu-se, antes de 1560, a paróquia de São Mateus da Calheta (que inicialmente provavelmente incluía São Bartolomeu dos Regatos), o que levou a que por meados do século XVI a paróquia de São Salvador de Angra tivesse o seu termo poente na fronteira de São Mateus e nascente nos limites da Ribeirinha, estendendo-se para o interior até ao mato do centro da ilha. Abrangia como lugares povoados a Terra Chã e o Posto Santo.
Entretanto, em 1534 o Papa Paulo III criara a Diocese de Angra, com sé episcopal na Igreja de São Salvador de Angra, o que de imediato levou D. João III a elevar a vila de Angra a cidade, transformando a Igreja de São Salvador em sé catedral. Angra passou então a ser a mais importante povoação dos Açores, enobrecida pelas dignidades eclesiásticas da nóvel diocese, a que se juntaram os cargos do poder régio delegado, nomeadamente o Corregedor e o Provedor da Fazenda.

### Cronologia
- 1534 – Criação nesta freguesia do Bispado de Angra, com sede na Igreja de São Salvador e com jurisdição eclesiástica sobre todas as ilhas dos Açores.
- 1810 – Fundação do Império do Espírito Santo dos Quatro Cantos.

## Património natural
- Monte Brasil
- Prainha.

## Património construído
- Cais da Alfândega.
- Sé de Angra.
- Império da Misericórdia
- Império do Espírito Santo dos Quatro Cantos
- Centro Infantil de Angra do Heroísmo